# Grupa 92
Grupa 92 (pravilneje samo 92) je slovenska novovalovska punk rock skupina iz Ljubljane. 
Začetki skupine 92 segajo v leto 1976, ko so začeli skupaj igrati mulci iz sosednjih hiš na Kodeljevem v Ljubljani. Takrat je Bojan Oset v domači kleti postavil komplet bobnov in prijateljem demonstriral, kako je slišati rock beat. Za kitare so prijeli Matej Sršen, Aljoša Zupančič in Marko Banič. Sprva so se imenovali Termiti in igrali glasbo Beatlov, Rolling Stonesov, Animals, Chuck Berryja in drugih klasikov, ter igrali na špilih, kjer se je divje plesalo na rock'n'roll. Ko so okrog leta 1978 spoznali Sex Pistols, Ramones, The Clash ter druge punk rock bande, se jim je odprla nova glasbena dimenzija. Preimenovali so se v „92“ (po klicni številki policije) in pisanje komadov v novem slogu je steklo. Nastopali so na rock festivalih (Moste 79, Celje 79), v Študentu in na manjših nastopih po srednjih šolah.
Januarja 1980 se je 92 pridružil Brane Plemenitaš s klaviaturami. Te so glasbi 92 dale nov značaj in zvok, ki se je nekoliko oddaljil od prvinskega, hardcore punk rock zvoka. Med glasbenimi vzori so bili Devo, Stranglers in drugi novovalovski bandi s punkerskimi koreninami. Punk scena jih v novi postavi ni več zanimala, iskali in tudi našli so svoj lasten, unikaten zvok. Po prihodu Braneta Plemenitaša je nastalo nekaj odličnih komadov, na podlagi katerih so dobili termin za snemanje v studiu radia Študent ter marca 1980 naredili štiri demo posnetke. Kmalu zatem so podpisali pogodbo z ZKP RTV za snemanje male plošče. 13. maja 1980 so v istem studiu posneli štiri komade, dva za malo ploščo in dva za kompilacijo Novi Punk Val. Poleti 1980 so 92 na TV Slovenija posneli polurno oddajo Pop godba (studijski video nastop), ki je bila na sporedu jeseni istega leta. Mala plošča Od šestih do dveh je izšla v začetku jeseni 1980 in se za krajši čas visoko povzpela na domačih glasbenih lestvicah.
Novembra 1980 sta dva člana skupine (Matej Sršen in Brane Plemenitaš) morala na obvezno služenje vojaškega roka in delovanje skupine se je za eno leto popolnoma ustavilo. Jeseni 1981 so se za en mesec ponovno združili, nakar sta morala v vojsko še Marko Banič in Aljoša Zupančič. Ostali člani so v naslednjem letu nadaljevali z ustvarjanjem in pripravili nove pesmi. Septembra 1982 je skupina 92 imela odmeven nastop na koncertu Novi Rock 82 v avditoriju Križanke, zatem še nekaj manjših nastopov, nato je v vojsko moral  bobnar Bojan Oset. Leta 1983 je skupina prenehala z delovanjem.
Decembra 2013 je pri švedski založbi NE Records izšla antologija posnetkov 92 z naslovom Slike preteklosti, ki obsega vinilni LP z vsemi studijskimi (A stran) in live posnetki s koncerta v Križankah (B stran), 7-colski EP s štirimi komadi ter CD s kompletnimi posnetki.
Od februarja 2014 skupina 92 spet deluje. Prvi ponovni nastop 92 po več kot treh desetletjih premora je bil 19. novembra 2016 v ormoškem klubu Unterhund. Band je takrat nastopil v izvirni sestavi izpred 33 let. Po koncertu v klubu Gromka v Ljubljani februarja 2017 je skupino zapustil bobnar Bojan Oset. Novi član 92 na bobnih je postal Simon Intihar in se uspešno vključil v band, ki že načrtuje nove nastope in posnetke.
Maja 2015 je pri NE Records izšel singl Cenzura (7" vinil, črna, rdeča, prozorna, picture disc) z dvema skladbama s samega začetka delovanja benda, ki so ju v prvotni zasedbi na novo posneli oktobra 2014 v studiu aBox: »Cenzura« (A stran) in »Cukrarnar« (B stran). Konec istega leta je pri založbi REST IN PUNK izšla kompilacija Novi punk val 78-80 s skladbama »Videti jih« (marec 1980) in »Kontroliram misli« (maj 1980).

## Člani
- Aljoša Zupančič (vokal, do 1980)
- Marko Banič (bas)
- Matej Sršen (kitara, vokal)
- Brane Plemenitaš (klaviature)
- Bojan Oset (bobni. do februarja 2017)
- Simon Intihar (bobni, od aprila 2017)

## Diskografija
- Od šestih od dveh (1980, ZKP RTVLJ)
- Novi punk val (1981, ZKP RTVLJ)
- Slike preteklosti (2013, NE Records)
- Cenzura (2015, NE Records)
- Novi punk val 78-80 (2015, REST IN PUNK Records 010)
- No Border Jam 8 (2016, Front Rock)